# Tři přání (film)
Tři přání jsou československá filmová pohádková satirická komedie natočená podle předlohy Vratislava Blažka – divadelní hry Třetí přání – režisérským duem Ján Kadár a Elmar Klos. Spolu s Vratislavem Blažkem jsou také spoluautory scénáře, který byl realizován v roce 1958. Film byl uveden na I. festivalu českých a slovenských filmů v Banské Bystrici v roce 1959. Z ideologických důvodů se však nesměl dále promítat a do kin se tak dostal až v roce 1963. 

## Tvůrci
- Námět: Vratislav Blažek podle divadelní hry Třetí přání
- Režie: Ján Kadár, Elmar Klos
- Scénář: Ján Kadár, Elmar Klos, Vratislav Blažek
- Hudba: Jiří Sternwald
- Kamera: Rudolf Stahl ml.
- Výprava: Oldřich Bosák
- Výroba: Filmové studio Barrandov
- Další údaje: černobílý, 94 min., komedie

## Obsazení
| Rade Markovič        | Petr Holeček, právník (dabing Zdeněk Dítě)                |
| Tatjana Beljakova    | Věra Holečková, jeho manželka (dabing Alena Kreuzmannová) |
| Bohuš Záhorský       | kouzelný dědeček                                          |
| Vlastimil Brodský    | Karel Pokorný, kolega Petra                               |
| Růžena Lysenková     | Božena, Karlova manželka                                  |
| Heda Marková         | matka                                                     |
| Ota Motyčka          | otec                                                      |
| Lubomír Lipský       | předseda bytové komise                                    |
| Josef Beyvl          | ředitel podniku                                           |
| Jaroslava Skorkovská | sekretářka                                                |
| Václav Lohniský      | kádrovák                                                  |
| Josef Vošalík        | Hurdálek, host u holiče                                   |
| Vratislav Blažek     | taxikář                                                   |
| Milan Neděla         | soutěžící v televizní soutěži                             |
| Josef Kobr           | konferenciér v televizní soutěži                          |
| Bohumil Bezouška     | člen bytové komise                                        |
| Jiří Krampol         | muž na manifestaci                                        |

## Děj
Petr Holeček (32 let) je doktor práv a pracuje ve stavebním závodě. Žije s manželkou Věrou (25 let), která pracuje na poště, a synem Petříkem (5 let) v malém bytě v pavlačovém domě na pražském Žižkově spolu s rodiči. Rodina se potýká neustále s nedostatkem peněz. Rodiče je nabádají k šetření.
Manželé jdou v dešti z kina, manželka zastaví taxíka, aby nezmokli a po cestě se opět dohadují o penězích. Peníze na taxíka musí dát Věra, on nemá.
Druhý den ráno se manželé připravují do práce. Manželka si vezme na sebe nový svetřík, který koupila od paní Boženy, manželky Petrova kolegy Karla. Je nový, ale Božena neměla na činži, tak jej prodala. Stál 400 Kčs, Věra si na něj vzala 200 Kčs z peněz připravených na uhlí, zbytek hodlá doplatit po výplatě. Matka ji nutí svetr vrátit.
Vydají se spolu z domu do práce, ale Petr už nechce poslouchat Věřino vyčítání, že málo vydělává a jde raději sám na trolejbus. Trolejbus je zcela plný, ale Petr dostane ještě místo. Při cestě se nad něj postaví dědeček v klobouku a s motýlkem. Petr mu nabídne své místo. Dědeček je potěšen a říká, že už tři dny v trolejbusu neseděl. A že je to pro něj taková laskavost, jako kdyby se s ním Petr o chleba podělil. Pak dědeček z malého kufříku vyndá zvoneček a dá ho Petrovi. Řekne mu, že je z pohádky a že se mu rozhodl splnit tři přání. Ať jej pak zavolá zazvoněním. Kolemstojící cestující se tomu smějí a vybízejí Petra, ať si hned něco přeje. Ten, aby nekazil náladu, řekne, že by chtěl, aby se ten den nepracovalo. Pak vystoupí, protože už přejel stanici.
Když přijde do kanceláře, dozví se, že se jde ten den manifestovat a že se nepracuje. Petr si říká, že to musí být náhoda, ale byla by to pěkná pohádka.
Kolega Karel je na tom s platem také špatně, tak sází Sportku. Těší se, že když vyhraje, koupí si vysavač, pračku a pojede na prázdniny s celou rodinou k moři. Teď si ale od Petra vypůjčí 20 Kč na vsazení Sportky. Jsou už na manifestaci a Petr mu řekne, že má něco lepšího než sázení a ukáže mu zvoneček a zazvoní na něj. Hned se otočí jeden z kolem pochodujících milicionářů a Petr v něm pozná kouzelného dědečka. Běží pak za ním se slovy „Už toho mám dost!“, ale když muže dostihne tak zjistí, že to už není kouzelný dědeček, ale skutečný milicionář, který jej zpraží slovy „Jak to myslíš, soudruhu?“
Petr neví, zda se mu to všechno jen nezdá, bloudí ulicemi a v jedné pasáži se rozhodne znovu zazvonit. Kouzelný dědeček se tentokráte objeví jako kolpoltér „Večerní Prahy“. Petr vběhne do nejbližšího obchodu (Sport-Střelba) a zavolá na dědečka, že si přeje trefit se vždy do černého. Čtyři rány dá přesně do černého a dostane plno tretek. Dědeček si klepe na hlavu a řekne mu, aby si třetí přání pořádně rozmyslel.
Petr přijde domů a řekne manželce, že už nemusí ten svetr vracet, aby bylo na uhlí. Ptá se rodičů, co by si přáli, kdyby on byl jako Ježíšek. Rodiče si přejí vrátit mládí. Manželka Petra by si zase přála, aby se již nemuseli dohadovat o penězích. Petr odpoví, že k jejímu (náročnému) uživení by musel jít pracovat do hornictví. Ona na to, že nemají dohromady ani dva tisíce a to že je ten jeho socialismus. Petr říká, že socialismus teprve přijde a pak si každý bude žít šťastně a spokojeně. Manželka odpovídá, že by si ráda žila spokojeně už dnes a ne až přijde socialismus, to že ona už bude stará bába.
Petr si v noci hodí přes pyžamo kabát a jde na ulici zazvonit na kouzelného dědečka. Ten se objeví tentokrát jako fiakrista. Pozve Petra sednout si k němu na kozlík a ptá se, jaké je jeho třetí přání. Petr zkouší u dědečka, zda by nešlo „Oslíku, otřes se“. Dědeček říká, že ne, protože to by šlo o valuty a s tím by nesouhlasilo Ministerstvo financí. Petr zkouší „zámek“. Dědeček říká, že zámek mu může nadělit, ale že by mu jej stejně asi sebrali na rekreaci.
Třetím přáním Petra je tedy, aby si s Věruškou spokojeně žili. Kouzelný dědeček se zlobí, že to je na něj podvod, protože z jednoho přání jich je vlastně tisíc. Ale pak řekne, že když slíbil tři přání, tak i toto splní. Ale Petr, že bude nakonec litovat.
Petr je jednoho dne pozván na bytovou komisi. Objeví se tam i dědeček a nechá předsedovi podepsat dekret na byt pro Petra. Když odchází pak po chodbě, potká muže s pěti dětmi, který již dlouho také čeká na byt. Petr se cítí poněkud trapně a říká dědečkovi, zda jim nemůže pomoci. Dědeček řekne, že to byl Petr, který mu uvolnil místo v trolejbusu a kterému slíbil splnit tři přání.
Holečkovi dostali několikapokojový krásný byt ve „skleňáku“ v pražských Dejvicích, se zimní zahradou, dálkovým topením a s telefonem. Patřil kdysi zřejmě někomu bohatému, protože všude jsou zvonky na služku.
Byt si musejí Holečkovi ale nějak dovybavit. Petr vymyslí, že půjčka by nebyla moc nápadná. V Československé státní bance, na oddělení soukromých úvěrů, se místo úředníka na chvíli objeví kouzelný dědeček, představí se jako doktor Hachle, a schválí jim půjčku 40.000 Kčs.
Manželka ještě touží po autě, nejlépe modrém Spartaku. V tahu losů Sběrných surovin přikouzlí dědeček Petrovi tedy hlavní cenu, automobil Škoda Spartak.
Nyní už by snad mohli žít spokojeně. Začínají se však znovu hádat. Manželka si rychle zvykla na lepší, ale chce také řídit auto, zatěžuje ji stále chodit do práce, s Petříkem k babičce a zpět a nakupovat.
Jednoho dne pozvou Petra v závodě na kádrové oddělení. Referent mu ukáže kupu anonymních dopisů, kde jsou udání, jak si žije na vysoké noze, vozí manželku autem do práce apod. Petr jde před budovu a zazvoní na dědečka. Ten se objeví jako popelář a slíbí, že to dá do pořádku.
V pracovní sobotu se dědeček dostaví do sekretariátu ředitele, jako šofér ministra (auto Tatra 603 stojí pod okny), s tím, že jede pro Petra a má jej přivézt k panu ministrovi, že pojedou na Šumavu na ryby.
Ředitel je překvapen kontakty dr. Holečka a povýší jej na vedoucího právního oddělení s lepším platem.
Karel s Boženou se s nimi přestanou přátelit, protože Věra se stále vychloubá, co všechno mají. Lidé kolem nich začínají kontrolovat své chování, protože „Holečkovi mají jistě vlivné známosti“.
Ředitel dá Petrovi dovolenou, protože se mu zdá, že je přepracovaný, a ten se vydá s manželkou autem k jezeru. Manželka tam najde v Petrových šatech zvoneček a zazvoní na něj. Objeví se kouzelný dědeček. Manželka myslí, že to je náhoda a že je to ten referent ze Státní banky, který jim dal půjčku. Večer když hrají karty, kouzelný dědeček pomáhá Petrovi, aby mu šly karty. Petrovi je to až nepříjemné.
Petr se již zase trvale s manželkou hádá. Navzájem si vyčítají, jak je byt, peníze a auto změnilo. Petr v duchu vzpomíná, jaké to bylo hezké předtím.
Když se vrátí do Prahy, Petr zjistí náhodně u své sekretářky, že kolegu Karla vyhazují z práce pro ztrátu důvěry. V televizní soutěži totiž otevřeně kritizoval nešvary v socialistickém hospodářství. Petr se jej chce zastat s pomocí kouzelného dědečka.
Nemůže najít zvoneček, myslí, že byl v kalhotách, které dala manželka do čistírny. Nakonec jej najde u Petříka. Ten již zazvonil a objevil se u nich kouzelný dědeček. Petr vysvětlí manželce, že to není referent Státní banky, ale kouzelný dědeček a vše co mají, je od něj. Ta nevěří a dědeček kouzlem nechá celý byt pokrýt sněhem. Petr, manželka i rodiče souhlasí, aby se pomohlo kolegovi Karlovi, kterému se stala křivda. Dědeček říká, že je konec pohádky. Že nemůže odstranit všechny křivdy na světě a Petr, že bude muset Karlovi pomoci sám. Musí si však uvědomit, že svou angažovaností by také mohl upadnout v nemilost a o vše přijít. Dědeček zmizí, ale řekne jim, ať zazvoní, pokud se rozhodnou Karlovi pomoci.
Film končí, když dědeček jede opět v trolejbusu a odmítá si sednout, když jej někdo chce pustit. Na dálku poslouchá kouzelným sluchátkem, jak se Petrova rodina rozhodne, zda Karlovi pomohou a vystaví se tak sami možnému postihu a životní nejistotě, nebo raději nepomohou a budou žít v klidu s majetkem, který jim dědeček přikouzlil.